# I Gotta Feeling
"I Gotta Feeling" là một bài hát của nhóm nhạc Mỹ The Black Eyed Peas nằm trong album phòng thu thứ năm của họ, The E.N.D. (2009). Nó được phát hành như là đĩa đơn thứ hai trích từ album vào ngày 23 tháng 6 năm 2009 bởi Interscope Records. Bài hát được đồng viết lời bởi tất cả các thành viên của nhóm will.i.am, Fergie, Taboo và apl.de.ap với David Guetta và Frédéric Riesterer, những người cũng đồng thời chịu trách nhiệm sản xuất nó. Đây là một bản dance-pop kết hợp với việc sử dụng hiệu ứng thay đổi giọng hát Auto-Tune và đàn synthesizer để giai điệu mang hơi hướng tương lai thông qua nhịp điệu tick-tock, mang nội dung đề cập đến việc mỗi người hãy thoát khỏi những áp lực từ cuộc sống bằng việc ra ngoài và vui vẻ trong những bữa tiệc, một thông điệp sẽ được nhóm tiếp tục khai thác trong đĩa đơn đầu tiên của album phòng thu tiếp theo The Beginning (2010) là "The Time (Dirty Bit)", trong đó phần giai điệu chịu nhiều ảnh hưởng từ bài hát năm 2009 của U2 "I'll Go Crazy If I Don't Go Crazy Tonight" cũng như bài hát năm 2007 của Guetta "Love Is Gone". Một phiên bản phối lại chính thức của bài hát do Guetta thực hiện cũng được phát hành, và xuất hiện trong album phòng thu thứ tư của anh, One Love (2009).
Sau khi phát hành, "I Gotta Feeling" nhận được những phản ứng đa phần là tích cực từ các nhà phê bình âm nhạc, trong đó họ đánh giá cao giai điệu gây nghiện và thích hợp với các câu lạc bộ cũng như quá trình sản xuất của nó, nhưng cũng có nhiều ý kiến trái chiều liên quan đến nội dung lời bài hát và việc sử dụng Auto-Tune. Tuy nhiên, "I Gotta Feeling" đã gặt hái những thành công ngoài sức tưởng tượng về mặt thương mại với việc đứng đầu các bảng xếp hạng ở hơn 21 quốc gia, bao gồm nhiều thị trường lớn như Úc, Áo, Bỉ, Canada, Đan Mạch, Ireland, Ý, New Zealand, Thụy Điển, Thụy Sĩ và Vương quốc Anh, và lọt vào top 5 ở tất cả những quốc gia nó xuất hiện, như Phần Lan, Pháp, Đức, Nhật Bản, Na Uy và Tây Ban Nha. Tại Hoa Kỳ, nó ra mắt ở vị trí thứ hai trên bảng xếp hạng Billboard Hot 100 và đứng sau đĩa đơn trước của nhóm "Boom Boom Pow", giúp The Black Eyed Peas trở thành một trong những nghệ sĩ hiếm hoi nắm giữ hai vị trí dẫn đầu trong một thời điểm. "I Gotta Feeling" sau đó đạt vị trí số một trên bảng xếp hạng và trụ vững trong 14 tuần liên tiếp, trở thành đĩa đơn quán quân thứ hai của họ và đồng thời là một trong hai đĩa đơn có số tuần đứng đầu lâu nhất trong thập niên 2000. Ngoài ra, nó đã tiêu thụ được hơn 8.7 triệu bản tại Hoa Kỳ, và là đĩa đơn nhạc số bán chạy nhất mọi thời đại tại đây.
Video ca nhạc cho "I Gotta Feeling" được đạo diễn bởi Ben Mor, trong đó các thành viên của The Black Eyed Peas chuẩn bị trang phục và cùng nhau nhảy múa và vui vẻ ở một bữa tiệc vào buổi tối, bên cạnh sự xuất hiện đặc biệt của một số khách mời như David Guetta, Kid Cudi, ban nhạc Gossip, bộ đôi nhà thiết kế Dean and Dan Caten và cựu thí sinh của RuPaul's Drag Race Ongina. Để quảng bá bài hát, nhóm đã trình diễn nó trên nhiều chương trình truyền hình và lễ trao giải lớn, bao gồm Late Show with David Letterman, The Oprah Winfrey Show, Saturday Night Live, Today, Wetten, dass..?, giải Sự lựa chọn của Giới trẻ năm 2009, giải Grammy lần thứ 52 và buổi diễn giữa hiệp tại Super Bowl XLV, cũng như trong tất cả những chuyến lưu diễn của họ. Được ghi nhận là bài hát trứ danh trong sự nghiệp của nhóm, "I Gotta Feeling" đã được hát lại và sử dụng làm nhạc mẫu bởi nhiều nghệ sĩ, như Jay Sean, Jessie J, Kesha, Lil Wayne, One Direction, Westlife và dàn diễn viên của Glee, cũng như xuất hiện trong nhiều tác phẩm điện ảnh và truyền hình, bao gồm American Dad!, The Big Bang Theory, Family Guy và G-Force. Tính đến nay, nó đã bán được hơn 15 triệu bản trên toàn cầu, trở thành một trong những đĩa đơn bán chạy nhất mọi thời đại đồng thời là đĩa đơn được tải xuống nhiều nhất trong lịch sử iTunes. Ngoài ra, bài hát còn gặt hái nhiều giải thưởng và đề cử tại những lễ trao giải lớn, bao gồm hai đề cử giải Grammy cho Thu âm của năm và Trình diễn song tấu hoặc nhóm nhạc giọng pop xuất sắc nhất tại lễ trao giải thường niên lần thứ 52, và chiến thắng giải sau.

## Danh sách bài hát
| Tải kĩ thuật số 1. "I Gotta Feeling" – 4:49 EP nhạc số 1. "I Gotta Feeling" (David Guetta's FMIF phối lại) – 6:12 2. "I Gotta Feeling" (Printz Board vs. Zuper Blahq phối lại) – 5:04 3. "I Gotta Feeling" (Laidback Luke phối lại) – 6:28 4. "I Gotta Feeling" (Zuper Blahq phối lại) – 5:48 5. "I Gotta Feeling" (Taboo's Broken Spanglish phối lại) – 4:51 | Đĩa CD tại châu Âu và Anh quốc 1. "I Gotta Feeling" (radio chỉnh sửa) – 4:06 2. "Boom Boom Guetta" (David Guetta's Electro Hop phối lại) – 4:05 Đĩa CD tại Đức 1. "I Gotta Feeling" (radio chỉnh sửa) – 4:06 2. "Boom Boom Guetta" (David Guetta's Electro Hop phối lại) – 4:05 3. "I Gotta Feeling" (không lời) – 4:49 4. "I Gotta Feeling" (video ca nhạc) – 4:51 |

## Thành phần thực hiện
Thành phần thực hiện được trích từ ghi chú của The E.N.D., Interscope Records kết hợp với will.i.am Music Group.
Thu âm và phối khí
- Thu âm tại Square Prod ở Paris, France và Metropolis Studios ở London, Anh.
- Phối khí bởi Dylan "3-D" Dresdow tại Paper V.U. Studios và Record Plant ở Los Angeles, Mỹ.

Thành phần
- Viết lời – will.i.am, apl.de.ap, Taboo, Fergie, David Guetta, Frederick Riesterer
- Giọng hát - will.i.am, apl.de.ap, Taboo, Fergie
- Sản xuất – David Guetta, Frederick Riesterer
- Đàn synthesizer – will.i.am

## Xếp hạng
| Bảng xếp hạng (2009-10)               | Vị trí cao nhất |
| ------------------------------------- | --------------- |
| Úc (ARIA)                             | 1               |
| Áo (Ö3 Austria Top 40)                | 1               |
| Bỉ (Ultratop 50 Flanders)             | 1               |
| Bỉ (Ultratop 50 Wallonia)             | 1               |
| Brazil (ABPD)                         | 1               |
| Canada (Canadian Hot 100)             | 1               |
| Cộng hòa Séc (Rádio Top 100)          | 1               |
| Đan Mạch (Tracklisten)                | 1               |
| Châu Âu (European Hot 100 Singles)    | 1               |
| Phần Lan (Suomen virallinen lista)    | 5               |
| Pháp (SNEP)                           | 2               |
| Đức (Official German Charts)          | 3               |
| Hungary (Rádiós Top 40)               | 2               |
| Hungary (Dance Top 40)                | 4               |
| Ireland (IRMA)                        | 1               |
| Ý (FIMI)                              | 1               |
| Nhật Bản (Japan Hot 100)              | 2               |
| Hà Lan (Dutch Top 40)                 | 1               |
| Hà Lan (Single Top 100)               | 3               |
| New Zealand (Recorded Music NZ)       | 1               |
| Na Uy (VG-lista)                      | 2               |
| Romania (Romanian Top 100)            | 1               |
| Scotland (OCC)                        | 1               |
| Slovakia (Rádio Top 100)              | 1               |
| Tây Ban Nha (PROMUSICAE)              | 2               |
| Thụy Điển (Sverigetopplistan)         | 1               |
| Thụy Sĩ (Schweizer Hitparade)         | 1               |
| Anh Quốc (OCC)                        | 1               |
| Anh Quốc R&B (OCC)                    | 1               |
| Hoa Kỳ Billboard Hot 100              | 1               |
| Hoa Kỳ Adult Contemporary (Billboard) | 16              |
| Hoa Kỳ Adult Pop Airplay (Billboard)  | 4               |
| Hoa Kỳ Dance Club Songs (Billboard)   | 9               |
| Hoa Kỳ Pop Airplay (Billboard)        | 1               |
| Hoa Kỳ Rhythmic (Billboard)           | 2               |

| Bảng xếp hạng (2000-09)              | Vị trí |
| ------------------------------------ | ------ |
| Australia (ARIA)                     | 3      |
| Austria (Ö3 Austria Top 40)          | 5      |
| France (SNEP)                        | 85     |
| Netherlands (Dutch Top 40)           | 9      |
| UK Singles (Official Charts Company) | 18     |
| US Billboard Hot 100                 | 5      |
| US Pop Songs (Billboard)             | 20     |

| Bảng xếp hạng                        | Vị trí |
| ------------------------------------ | ------ |
| UK Singles (Official Charts Company) | 63     |
| US Billboard Hot 100                 | 7      |
| US Pop Songs (Billboard)             | 87     |

| Bảng xếp hạng (2009)                 | Vị trí |
| ------------------------------------ | ------ |
| Australia (ARIA)                     | 1      |
| Australia Dance (ARIA)               | 1      |
| Austria (Ö3 Austria Top 75)          | 3      |
| Belgium (Ultratop 50 Flanders)       | 4      |
| Belgium (Ultratop 40 Wallonia)       | 3      |
| Canada (Canadian Hot 100)            | 1      |
| Denmark (Tracklisten)                | 21     |
| Europe (European Hot 100 Singles)    | 4      |
| France (SNEP)                        | 27     |
| Germany (Official German Charts)     | 9      |
| Hungary (Rádiós Top 40)              | 42     |
| Hungary (Dance Top 40)               | 19     |
| Ireland (IRMA)                       | 2      |
| Italy (FIMI)                         | 1      |
| Japan (Japan Hot 100)                | 20     |
| Netherlands (Dutch Top 40)           | 1      |
| Netherlands (Single Top 100)         | 6      |
| New Zealand (Recorded Music NZ)      | 1      |
| Norway (VG-lista)                    | 8      |
| Romania (Romanian Top 100)           | 15     |
| Spain (PROMUSICAE)                   | 5      |
| Sweden (Sverigetopplistan)           | 7      |
| Switzerland (Schweizer Hitparade)    | 7      |
| UK Singles (Official Charts Company) | 2      |
| US Billboard Hot 100                 | 4      |
| US Adult Top 40 (Billboard)          | 23     |
| US Pop Songs (Billboard)             | 3      |
| US Rhythmic (Billboard)              | 20     |
| Worldwide (IPFI)                     | 5      |
| Bảng xếp hạng (2010)                 | Vị trí |
| Australia (ARIA)                     | 53     |
| Australia Dance (ARIA)               | 12     |
| Austria (Ö3 Austria Top 75)          | 68     |
| Belgium (Ultratop 50 Flanders)       | 9      |
| Belgium (Ultratop 40 Wallonia)       | 6      |
| Canada (Canadian Hot 100)            | 10     |
| Europe (European Hot 100 Singles)    | 11     |
| Germany (Official German Charts)     | 46     |
| Hungary (Rádiós Top 40)              | 2      |
| Hungary (Dance Top 40)               | 27     |
| Italy (FIMI)                         | 39     |
| Netherlands (Dutch Top 40)           | 248    |
| Netherlands (Single Top 100)         | 7      |
| Romania (Romanian Top 100)           | 21     |
| Spain (PROMUSICAE)                   | 27     |
| Sweden (Sverigetopplistan)           | 51     |
| Switzerland (Schweizer Hitparade)    | 17     |
| UK Singles (Official Charts Company) | 73     |
| US Billboard Hot 100                 | 29     |
| US Adult Contemporary (Billboard)    | 50     |
| Worldwide (IPFI)                     | 9      |
| Bảng xếp hạng (2011)                 | Vị trí |
| Australia Dance (ARIA)               | 46     |
| Netherlands (Single Top 100)         | 88     |
| UK Singles (Official Charts Company) | 154    |

## Chứng nhận
| Quốc gia                                                                           | Chứng nhận  | Số đơn vị/doanh số chứng nhận |
| ---------------------------------------------------------------------------------- | ----------- | ----------------------------- |
| Úc (ARIA)                                                                          | 5× Bạch kim | 350.000^                      |
| Bỉ (BEA)                                                                           | 2× Bạch kim | 0*                            |
| Canada (Music Canada)                                                              | Kim cương   | 0*                            |
| Đan Mạch (IFPI Đan Mạch)                                                           | Bạch kim    | 0^                            |
| Pháp (SNEP)                                                                        | Bạch kim    | 250.000*                      |
| Đức (BVMI)                                                                         | 3× Vàng     | 750.000‡                      |
| Ý (FIMI)                                                                           | 2× Bạch kim | 60.000*                       |
| Nhật Bản (RIAJ)                                                                    | Vàng        | 100.000^                      |
| New Zealand (RMNZ)                                                                 | 3× Bạch kim | 45.000*                       |
| Tây Ban Nha (PROMUSICAE)                                                           | 3× Bạch kim | 120.000*                      |
| Thụy Điển (GLF)                                                                    | Bạch kim    | 20.000‡                       |
| Thụy Sĩ (IFPI)                                                                     | 2× Bạch kim | 60.000^                       |
| Anh Quốc (BPI)                                                                     | 2× Bạch kim | 1,641,106                     |
| Hoa Kỳ (RIAA)                                                                      | Kim cương   | 10.000.000‡                   |
| * Chứng nhận dựa theo doanh số tiêu thụ. ^ Chứng nhận dựa theo doanh số nhập hàng. |             |                               |